# Paul Sauvage
Pour les articles homonymes, voir Sauvage (homonymie) et Paul Sauvage (homonymie).
Paul Sauvage est un footballeur international français, né le 17 mars 1939 à La Souterraine (Creuse) et décédé à Bordeaux le 17 décembre 2019. Il évolue au poste d'attaquant de la fin des années 1950 au début des années 1970.
Formé au Limoges FC, il rejoint ensuite le Stade de Reims avec qui il est champion de France en 1962. Après un passage à l'US Valenciennes Anzin, il termine sa carrière dans son club formateur.
Il compte six sélections en équipe de France avec qui il termine quatrième du championnat d'Europe 1960.

## Biographie
Né dans une famille d'agriculteurs et de maçons principalement originaire de la Creuse, cet attaquant formé au Limoges FC joue d'abord à Reims où il côtoie les Kopa, Piantoni et autre Fontaine, avec lesquels il est très jeune champion de France. 
Après la descente du club champenois en division 2, il rejoint Valenciennes.
Le 7 février 1965, Paul Sauvage inscrit un quadruplé lors d'un match face au Racing Club de Lens (score final : 6-1).

## Carrière
- 1957-1960 : Limoges FC
- 1960-1964 : Stade de Reims
- 1964-1967 : US Valenciennes Anzin
- 1967-1970 : Castets-en-Dorthes
- 1970-1972 : Limoges FC[3]

## Palmarès

### En club
- Champion de France en 1962 avec le Stade de Reims
- Vice-Champion de France en 1963 avec le Stade de Reims

### EnÉquipe de France
- 6 sélections entre 1961 et 1965[4]
- Participation au Championnat d'Europe des Nations en 1960 (4e)